# بريما بازي كامارا
بريما بازي كامارا (من مواليد 7 مايو 1968 في فريتاون) كان قائدًا لجنود المجلس الثوري للقوات المسلحة السيراليونية، وفي عام 2007 أدين بارتكاب جرائم حرب وجرائم ضد الإنسانية في الحرب الأهلية في سيراليون.
ولدت كامارا في حي ويلبرفورس في الطرف الغربي من فريتاون. في عام 1998 دعا جوني بول كوروما كامارا للانضمام إلى المجلس الأعلى للمجلس الثوري للقوات المسلحة. وبهذه الصفة كان كامارا قائدًا لقوات المجلس الثوري للقوات المسلحة والجبهة المتحدة الثورية التي هاجمت المدنيين في شمال وشرق ووسط سيراليون في عام 1998 وفي فريتاون في يناير 1999.
تم اتهام كامارا في 7 مارس 2003، واعتقل في 29 مايو 2003، وبدأت محاكمته أمام المحكمة الخاصة لسيراليون في 7 مارس 2005. حوكم مع أليكس تامبا بريما وسانتيجي بوربور كانو. تم العثور على كامارا مذنبًا بارتكاب جرائم ضد الإنسانية وجرائم حرب في 20 يونيو 2007، بما في ذلك تهم القتل والاغتصاب والعمل القسري واستخدام الجنود الأطفال. كانت إداناته هو والمدعى عليهم المشتركون أولى الإدانات للمحكمة الخاصة بسيراليون، وكانت أيضًا المرة الأولى التي يُدان فيها أي شخص بالجريمة الدولية المتمثلة في استخدام الجنود الأطفال. في 19 يوليو 2007 حُكم على كامارا بالسجن 45 عامًا. وهو يقضي عقوبته في سجن مبانغا في رواندا.</ref>